# 莫馬山脈
莫馬山脈是俄羅斯的山脈，位於薩哈共和國，山脈全長約470公里，海拔高度1,600至2,300米，最高點海拔高度2,533米，是因迪吉爾卡河和科雷馬河的分水嶺。